# Universität La Rochelle

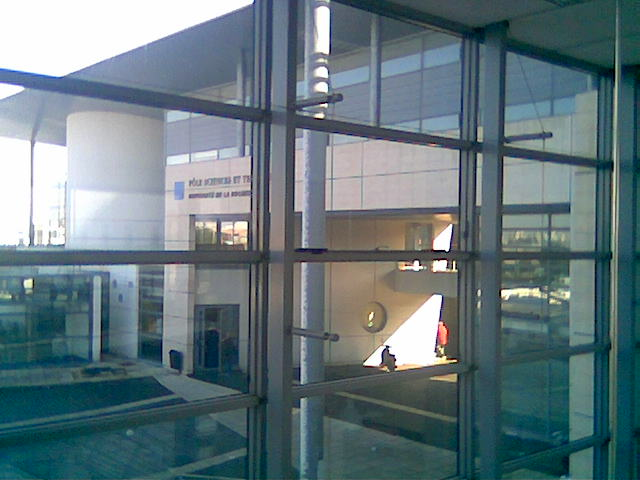

Die Universität La Rochelle (französisch Université de La Rochelle) wurde 1993 eröffnet. Der Campus befindet sich in einem neuen Stadtviertel La Rochelles zwischen Ville en Bois und Minimes. Während des Gipfels von La Rochelle legten der französische Staatspräsident François Mitterrand und der deutsche Bundeskanzler Helmut Kohl 1992 den „Grundstein“ für die Universität.
Ursprünglich sollte sie nur ein Ableger der Université de Poitiers werden. Lokale Politiker, insbesondere der Bürgermeister Michel Crépeau, übten jedoch Druck aus, dass eine eigenständige Universität entsteht.
Es sind etwa 6.000 Studenten eingeschrieben. Es gibt fünf Fachrichtungen:
- Rechtswissenschaften (Droit),
- Umwelt und Küstengebiete (Environnement et Espaces Littoraux),
- Wirtschaft (Gestion),
- Geisteswissenschaften (Lettres, Langues, Arts et sciences humaines),
- Naturwissenschaften (Sciences et technologie).

Die neu gegründete Bildungseinrichtung befindet sich in der Nähe von drei großen französischen Universitäten – Nantes, Bordeaux und Poitiers (jeweils etwa 150 bis 180 km entfernt). Für die Universität La Rochelle bestand daher eine gewisse Notwendigkeit, ein eigenständiges Profil zu entwickeln. Es existieren viele Lehr- und Forschungsthemen mit Bezug zum Meer:
- Korrosion, insbesondere Korrosion im Hafengebiet (Physik/Chemie),
- Meeresbiologie,
- Küstenregion (Geographie/Geophysik).

Darüber hinaus wurde ein gemeinsames Untersuchungszentrum (centre commun d'analyse – CCA) zur Nutzung teurer Gerätschaften (Elektronenmikroskop, Magnetresonanz-Tomograf, Massenspektrometrie mit induktiv gekoppeltem Plasma etc.) eingerichtet.